# Ursula Scheicher

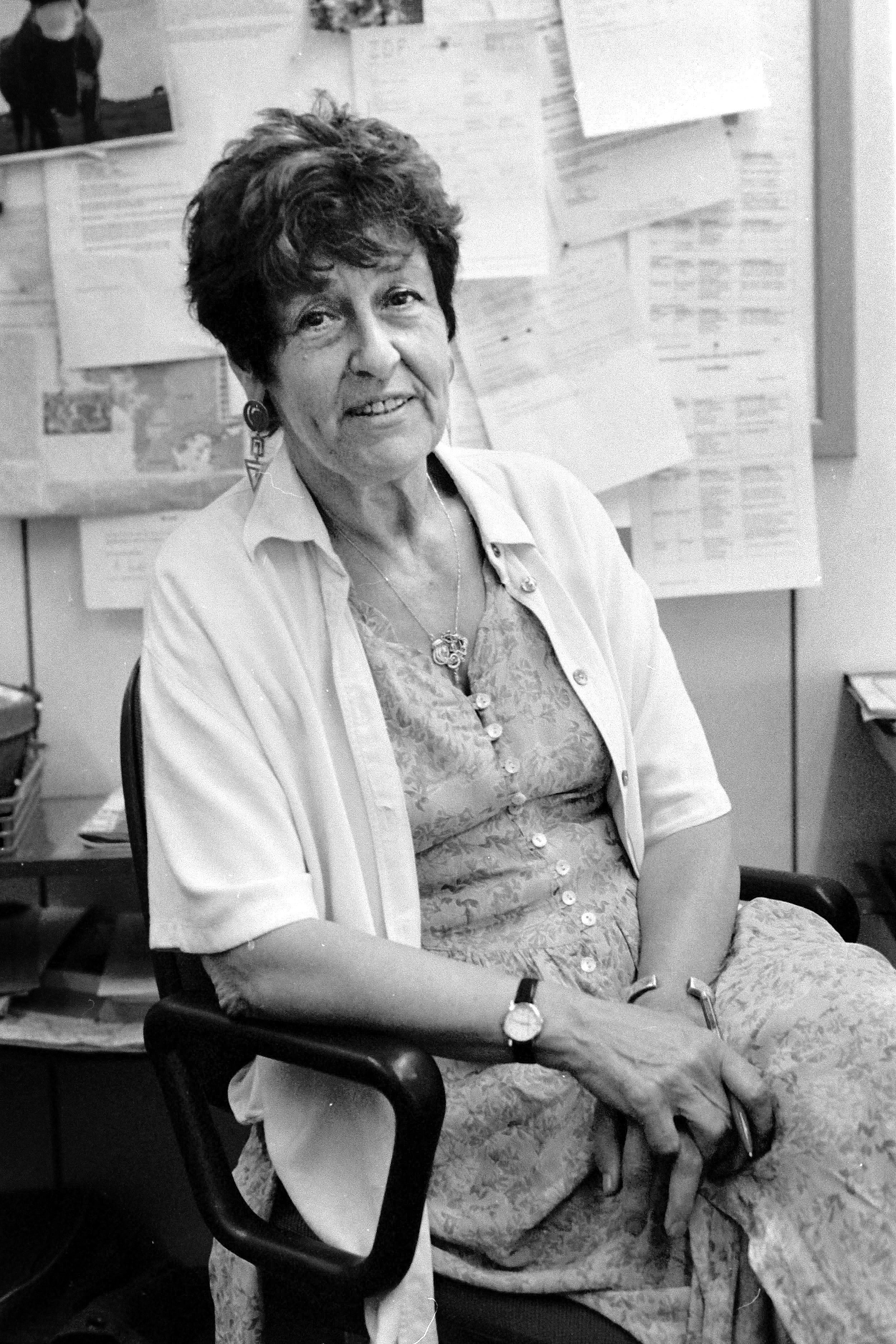
Ursula Scheicher (1999)

Ursula Scheicher (* 5. Mai 1936 in Auerbach/Vogtl. als Ursula Zipfel; † 31. Mai 2021 in Taunusstein) war eine deutsche Fernsehjournalistin, die als Reporterin und Filmemacherin für das ZDF arbeitete. Sie gründete in Hollfeld das einzige und mehrfach ausgezeichnete Programmkino der Fränkischen Schweiz.

## Leben

### Reporterin
Ursula Scheicher wurde zunächst Filmeditorin. Sie ging in die USA und arbeitete für Peter von Zahn und dessen TV-Sendereihe Die Reporter der Windrose. Sie heiratete und ging nach Singapur, von wo aus sie erste Beiträge als Autorin für das ZDF realisierte, u. a. aus Vietnam.
Nach ihrer Rückkehr nach Deutschland arbeitete sie zunächst als Autorin im ZDF für das Seniorenmagazin Mosaik. Ihr erster Film für die ZDF-Reportage, für die sie danach vorwiegend arbeitete, entstand 1986 mit dem Titel „Früh die Ersten, abends die Letzten, über Pendlerinnen auf dem Land“. Es ging dabei um Frauen, die regelmäßig zu weit entfernten Arbeitsstellen fahren mussten. Damit hatte sie ihr Generalthema gefunden, „das Land, die Lebensumstände in der deutschen Provinz“. Besonders intensiv verfolgte sie die Umbrüche auf dem Land nach der Wende in Ostdeutschland, wie z. B. in ihrer von der IHK ausgezeichneten Reportage „Bittere Ernte – über Nöte und Hoffnungen der DDR-Bauern“.

„Die Art, wie Ursula Scheicher als Reporterin an ‚die Leute‘ ranging, war legendär: direkt, manchmal etwas provokant, immer voller Zuneigung und Sympathie. Der Lohn waren beispielhafte Reportagen aus Regionen und von Menschen, die andere nicht so sehr beachteten, vom Land, vom Dorf, von Arbeitern und Bäuerinnen und Alten. In der ZDF-Redaktion Gesellschaftspolitik fand sie ihren Platz, um zu zeigen, wie die große Politik das Leben der kleinen Leute beeinflußte. Wie sie es schaffte, zusammen mit ihren Teams Nähe und Vertrauen zu gewinnen, war für viele vorbildlich, in Reportageworkshops vermittelte sie das an die Jüngeren und prägte damit einen lebendigen Reportagestil.“

Ihre Alltagsbeobachtungen und Reportagen entwickelte sie in Anlehnung an das Direct Cinema aus den Geschehnissen vor Ort, wie in dem Film „Das Inserat“ zum Thema Wohnungsnot, in dem sie mit ihrem Team an einem Anzeigenbrett mit laufender Kamera einen potentiellen Vermieter kennen lernte, der dort sein Inserat anbrachte, um ihn durch den Prozess der Vermietung zu begleiten, in dem sie den unterschiedlichsten Wohnungssuchenden begegnete, die um die Wohnung kämpften. „Es geht um konkrete Menschen, um einen Konflikt mit offenem Ausgang.“
Der Volkskundler Robert Wittmann attestiert Scheicher am Beispiel ihrer Reportage „Immer nur im Morgengrauen“ über Zeitungsausträgerinnen aus dem Fichtelgebirge von 1996, dass der Film „sich mit analytischer Scharfsicht der Beschreibung eines dezidiert volkskundlichen Themas“ widme. Er sieht in der Reportage und der beobachtend-erzählenden Arbeitsweise der Reporterin, die auch die Dreharbeiten transparent werden lässt und die so wenig wie möglich in den Fluss der Handlung eingreift, eine „methodische Vorbildhaftigkeit im Hinblick auf volkskundlich-ethnographische Filme aus akademischer Produktion“.

### Redakteurin
Als verantwortliche Redakteurin initiierte und betreute Ursula Scheicher neben ihrer Reportertätigkeit ab 1996 die Reihe Vor 30 Jahren im ZDF. In der Sendung, die von Ulrike Angermann moderiert wurde, wurden Reportagen und Dokumentationen wiederholt, die 30 Jahre vorher im Sender gelaufen waren, darunter Kultsendungen wie die V.I.P. Schaukel mit Margret Dünser, die Reihen Personenbeschreibung von Georg Stefan Troller und Menschenskinder! von Wolfgang Ebert, sowie Dokumentarfilme des Autors Hans-Dieter Grabe. Nach der Pensionierung von Scheicher lief die Sendung noch bis 2011. Die Sendereihe kommentierte und wiederholte insgesamt circa 750 Dokumentationen und Reportagen des ZDF im Hauptprogramm des Senders und in der ZDF Senderfamilie.
Die Fernsehkritikerin Barbara Sichtermann erklärte anhand dieser „verdienstvollen“ Reihe mit „durchweg interessanten und sorgfältig verfertigten“ Sendungen, Fernsehen eigne sich „hervorragend als Geschichtswerkstatt“, die Wiederholungen erzählten „neben der Geschichte Deutschlands auch die Geschichte seines Fernsehens“.

### Kintopp Hollfeld
Ursula Scheicher kaufte 1982 das Hollfelder Kino Stadtlichtspiele, das zu diesem Zeitpunkt wegen wirtschaftlicher Schwierigkeiten seit 4 Jahren geschlossen war, um es unter dem Namen Kintopp neu zu eröffnen. Sie habe während Dreharbeiten in der Region zufällig gehört, dass das Kino zum Verkauf stehe, und habe sich damit einen Kindheitstraum erfüllt. Das 1957 errichtete Gebäude hatte einen großen Renovierungsbedarf, und die laufenden Kosten waren erheblich. Um das Kino über Jahrzehnte betreiben zu können und um es in ein kulturelles Zentrum mit Kleinkunstbühne zu verwandeln, investierte sie „einen beträchtlichen Teil ihres Vermögens“. Für ihre „herausragenden ideellen und finanziellen Leistungen um das Kintopp Hollfeld“ verlieh ihr die Stadt Hollfeld eine Bürgermedaille. Seit 2014 führt ein Verein das Kintopp Hollfeld. Regelmäßig gab es Förderpreise des Beauftragten der Bundesregierung für Kultur und Medien oder des FilmFernsehFonds Bayern für das Kino, z. B. 2003 den Spitzenpreis für das Jahresprogramm. Die Oberfrankenstiftung zeichnete Ursula Scheicher sowie den Kino-Verein für den Erhalt des Kinos als Kultureinrichtung aus.

### Familie
Ursula Scheicher war mit dem ZDF Korrespondenten Hans W. Scheicher verheiratet. Sie hatten zwei Kinder.

## Auszeichnungen
- Ernst-Schneider-Preis 1991 für die ZDF-Reportage Bittere Ernte vom 28. August 1990[18]
- Preis der Oberfrankenstiftung für „Engagement [...] und Erhalt des Hollfelder Kintopps als Kultureinrichtung“ (2005)[19][20]
- Silberne Bürgermedaille der Stadt Hollfeld (2013)[21]

## Filmographie (Auswahl)
- 1981: Familienstand verwitwet – ein Bericht über 4 Millionen Witwen (Mosaik)
- 1981: Wenn ich die schon sehe – Politessenstory (Mosaik)
- 1985: Dorftheater – Bretter, die nicht die Welt bedeuten (Mosaik)
- 1986: Ballett ist reine Männersache (Mosaik)
- 1986: Früh die Ersten, abends die Letzten – über Pendlerinnen auf dem Land
- 1986: Kaum ein Morgen ohne Sorgen – von Erntetagen an der Wümme
- 1987: Stimme der Heimat – aus dem Alltag einer Provinzzeitung
- 1988: Hilfe aus dem Sammelsack – über Altkeiderspenden
- 1988: An der Kasse vorbei – vom alltäglichen Klauen
- 1988: Zu Fuß zu Maria – über eine Wallfahrt
- 1988: Auf dem Holzweg – vom Leben der Waldbauern
- 1989: Auf dem Land wirds leer – der lange Abschied von den Dörfern
- 1990: Bittere Ernte – über Nöte und Hoffnungen der DDR–Bauern
- 1990: Da hock ich halt bis Mitternacht
- 1991: Menschen im Müll – vom Kampf mit der Abfallflut
- 1991: Irgendwie wird's weitergehen – über die Hoffnung der kleinen Leute von Auerbach
- 1992: Allein auf weiter Flur
- 1992: Saubermänner machen Kasse – über die Müll–Mafia
- 1992: Der Schatz am Silberberg
- 1992: Nach dem Frühstück Feierabend – vom sauren Leben ohne Arbeit
- 1992: Das Inserat – vom Wettlauf um die Wohnung
- 1993: In der zweiten Hitze – über Frauen im Stahl
- 1994: Die Wut der Mütter – über die Misere der Kinderbetreuung
- 1995: Der Umzug der Liebesperlen – eine Firma geht nach Osten
- 1995: Lappen weg – vom Leben ohne Führerschein
- 1996: Ackern ohne Ende – vom Bauern Winfried Witzke
- 1996: Immer nur im Morgengrauen – über Zeitungsfrauen auf dem Land
- 1997: Die Aeckerles in Strümpfelbach – vom Leben und Vererben einer schwäbischen Familie
- 1998: Rallye zur Maria – Von Wallfahrern auf Motorrädern
- 1998: Hausgeburt – von einem freudigen Ereignis
- 2000: Im Osten viel Neues – Zehn Jahre nach der Wende – Deutsche Erfahrungen